# Der Scheidungsgrund
Der Scheidungsgrund é um filme de comédia dramática checo-alemão de 1937 dirigido por Karel Lamač e estrelado por Anny Ondra, Jack Trevor e Robert Dorsay. Foi o último filme de Ondra dirigido por Lamač.

## Elenco
- Anny Ondra como Anny, uma jovem
- Jack Trevor como Fenton
- Robert Dorsay como Spargel
- Paul Hörbiger como Toni Bernhof
- Ruth Eweler como Seine Frau
- Willi Volker como Dr. Werkmann, Advogado
- Theodor Pištek
- Raoul Schránil
- Hans Volker como Advogado Dr. Werkmann